# Lekkoatletyka na Letnich Igrzyskach Olimpijskich 2012 – zasady kwalifikacji
Lekkoatletyka na Letnich Igrzyskach Olimpijskich 2012 - zasady kwalifikacji – ustalone przez IAAF rezultaty, które należy osiągnąć aby wystąpić na igrzyskach olimpijskich w Londynie od 3 do 12 sierpnia.
Rada IAAF zatwierdziła minima na posiedzeniu w Taegu na przełomie sierpnia i września 2011. Docelowo w igrzyskach ma wystąpić 2000 lekkoatletów. Każdy z Narodowych Komitetów Olimpijskich może zgłosić do jednej konkurencji trzech zawodników (którzy wypełnią minima kwalifikacyjne) oraz jednego sportowca rezerwowego, który także jest zobowiązany do posiadania minimum. Każdy z Narodowych Komitetów Olimpijskich ma prawo zgłosić jednego zawodnika, który osiągnął co najmniej minimum B
Zgodnie z zasadami Karty Olimpijskiej w igrzyskach mogą startować juniorzy (urodzeni w 1993 i 1994 roku) we wszystkich konkurencjach oprócz biegu maratońskiego i chodu na 50 kilometrów. Zawodnicy z kategorii juniorów młodszych (urodzonych w 1995 oraz 1996 roku) nie mogą startować w wielobojach, biegu na 10 000 metrów, chodzie sportowym oraz biegu maratońskim. 
Minima kwalifikacyjne można uzyskiwać we wszystkich konkurencjach indywidualnych od 1 maja 2011 do 8 lipca 2012, jednak konkretną datę rozpoczęcia zdobywania minimów ustalają Narodowe Komitety Olimpijskie wraz z krajowymi federacjami lekkoatletycznymi. Od 1 stycznia 2011 do 8 lipca 2012 można uzyskiwać normy w biegu na 10 000 metrów, maratonie oraz chodzie sportowym. Minima można zdobywać na zawodach, które znajdują się w kalendarzach IAAF oraz federacji członkowskich IAAF (np. Polskiego Związku Lekkiej Atletyki). Wyniki uzyskane przy zbyt sprzyjającym wietrze (w biegach sprinterskich i skokach długich), którego siła przekracza 2 m/s nie są uznawane. W biegu maratońskim oraz chodzie sportowym minima można zdobywać na wyznaczonych przez IAAF imprezach. Dodatkowo pierwszych 20 zawodników i 20 zawodniczek mistrzostw świata w biegu maratońskim z 2011 oraz 10 najlepszych zawodników cyklu IAAF Marathon Gold Label z sezonów 2011 i 2012 uzyskują automatyczną kwalifikację do startu w igrzyskach. Do rywalizacji w biegach rozstawnych 4 x 100 i 4 x 400 metrów zostanie zaproszonych 16 zespołów, w oparciu o sumę dwóch najszybszych czasów uzyskanych od 1 stycznia 2011 do 2 lipca 2012. Aby wynik został uznany w zawodach muszą wystąpić co najmniej trzy zespoły reprezentacyjne. W sumie do składu sztafety Narodowy Komitet Olimpijski będzie mógł zgłosić sześciu zawodników w tym ewentualnych biegaczy rezerwowych. 

## Minima kwalifikacyjne
| Konkurencja                   | Mężczyźni | Mężczyźni | Kobiety   | Kobiety   |
| Konkurencja                   | A         | B         | A         | B         |
| ----------------------------- | --------- | --------- | --------- | --------- |
| Bieg na 100 m                 | 10,18     | 10,24     | 11,29     | 11,38     |
| Bieg na 200 m                 | 20,55     | 20,65     | 23,10     | 23,30     |
| Bieg na 400 m                 | 45,30     | 45,90     | 51,55     | 52,35     |
| Bieg na 800 m                 | 1:45,60   | 1:46,30   | 1:59,90   | 2:01,30   |
| Bieg na 1500 m                | 3:35,50   | 3:38,00   | 4:06,00   | 4:08,90   |
| Bieg na 5000 m                | 13:20,00  | 13:27,00  | 15:20,00  | 15:30,00  |
| Bieg na 10 000 m              | 27:45,00  | 28:05,00  | 31:45,00  | 32:10,00  |
| Maraton                       | 2:15:00   | 2:18:00   | 2:37:00   | 2:43:00   |
| Bieg na 3000 m z przeszkodami | 8:23,10   | 8:32,00   | 9:43,00   | 9:48,00   |
| Bieg na 100 m przez płotki    | —         | —         | 12,96     | 13,15     |
| Bieg na 110 m przez płotki    | 13,52     | 13,60     | —         | —         |
| Bieg na 400 m przez płotki    | 49,50     | 49,80     | 55,50     | 56,65     |
| Chód na 20 km                 | 1:22:30   | 1:24:30   | 1:33:30   | 1:38:00   |
| Chód na 50 km                 | 3:59:00   | 4:09:00   | —         | —         |
| Skok wzwyż                    | 2,31      | 2,28      | 1,95      | 1,92      |
| Skok o tyczce                 | 5,72      | 5,60      | 4,50      | 4,40      |
| Skok w dal                    | 8,20      | 8,10      | 6,75      | 6,65      |
| Trójskok                      | 17,20     | 16,85     | 14,30     | 14,10     |
| Pchnięcie kulą                | 20,50     | 20,00     | 18,30     | 17,20     |
| Rzut dyskiem                  | 65,00     | 63,00     | 62,00     | 59,50     |
| Rzut młotem                   | 78,00     | 74,00     | 71,50     | 69,00     |
| Rzut oszczepem                | 82,00     | 79,50     | 61,00     | 59,00     |
| Siedmiobój                    | —         | —         | 6150 pkt. | 5950 pkt. |
| Dziesięciobój                 | 8200 pkt. | 7950 pkt. | —         | —         |